# トリヴェント
トリヴェント（イタリア語: Trivento）は、イタリア共和国モリーゼ州カンポバッソ県にある、人口約4,700人の基礎自治体（コムーネ）。

## 地理

### 位置・広がり

#### 隣接コムーネ
隣接するコムーネは以下の通り。括弧内のCHはキエーティ県所属を示す。
- カステルグイドーネ (CH)
- カステルマウロ
- チヴィタカンポマラーノ
- ルチート
- ロッカヴィヴァーラ
- サルチート
- サン・ビアーゼ
- サンタンジェロ・リモザーノ
- スキアーヴィ・ディ・アブルッツォ (CH)